# Uskoken

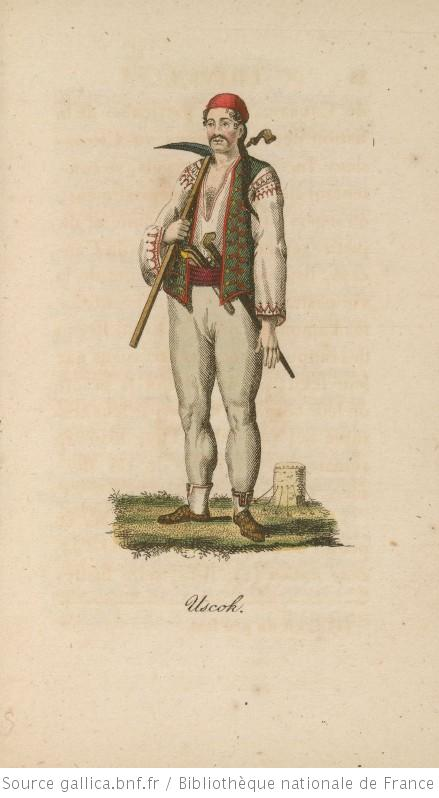
Darstellung eines Uskoken im 19. Jahrhundert (Stich von Christian Geißler)

Mit Uskoken (vom slawischen Wort uskočiti abgeleitet, deutsch: „einspringen“) bezeichnete man einen militärisch organisierten Verband in der Frühen Neuzeit, der hauptsächlich aus Flüchtlingen der verschiedenen Volksgruppen bestand, die aus osmanisch besetzten Gebieten stammten und sich zwischen den Interessensphären der drei Großmächte Habsburgerreich, der Republik Venedig sowie dem Osmanischen Reich als Freischärler betätigten.

## Geschichte

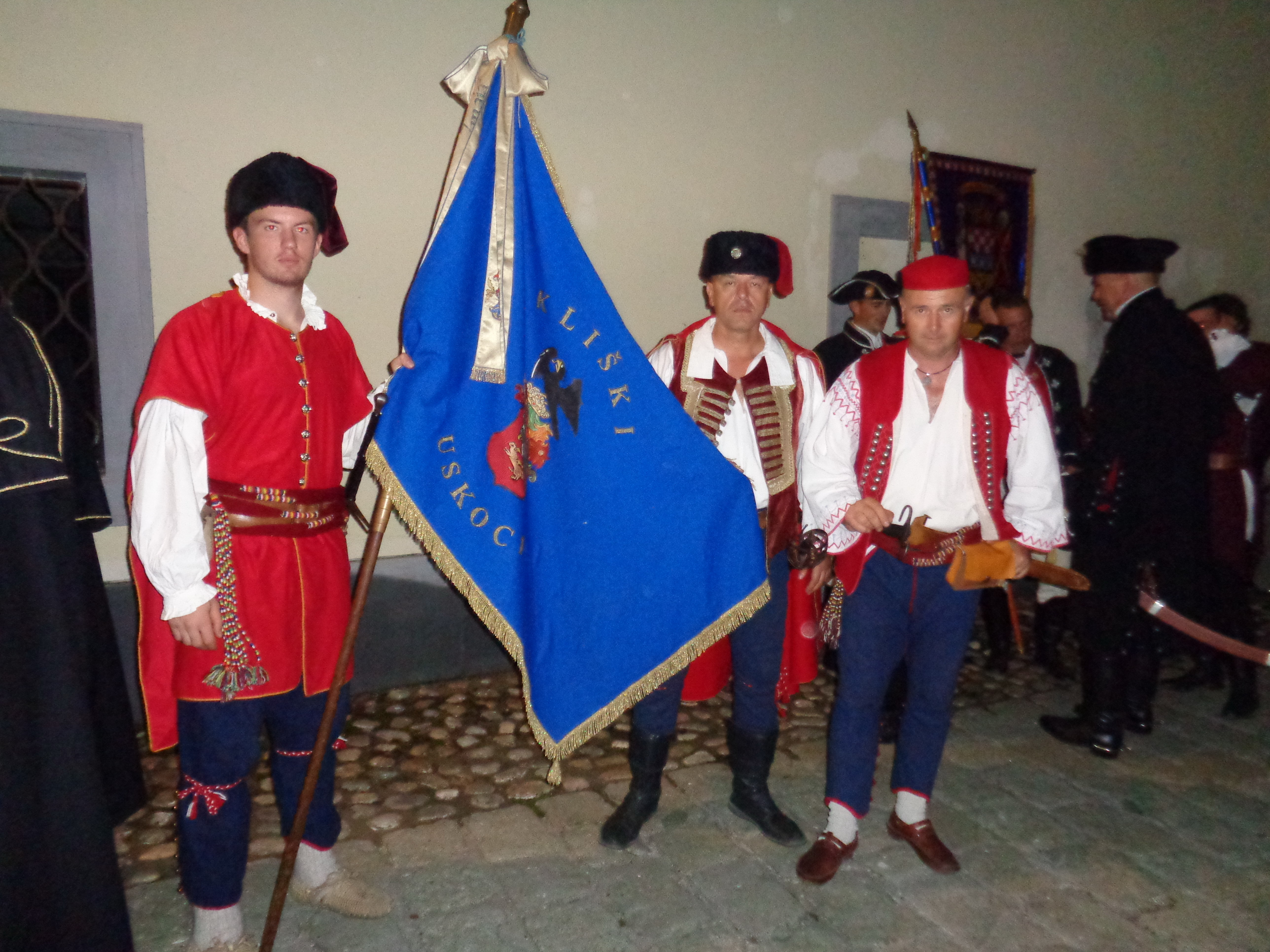
Uskoken in Klis (Nachstellung)

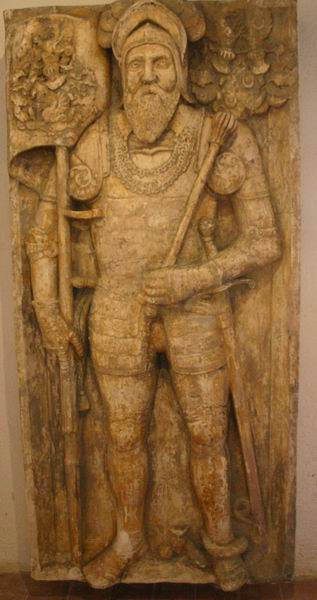
Burghauptmann Ivan Lenković, Uskokenführer

Die ersten Uskoken dürften Flüchtlinge aus der Herzegowina gewesen sein, die sich um 1530 in Dalmatien auf den Besitzungen des kroatischen Befehlshabers Petar Kružić im Bereich der ungarischen Festung Klis bei Split und Umgebung sammelten. Sie waren römisch-katholischen Glaubens. Die Tracht der Uskoken orientierte sich an jener ihrer Ursprungsgebiete. Die Hosen, aus weißem, grobem Tuch waren bis zum Knie eng, oben etwas weiter. Die Hemden hatten weite, am Rande bestickte Ärmel. Das Wams hatte eine doppelte Reihe von Knöpfen. Dazu wurden leichte Riemenschuhe und als Kopfbedeckung ein rotes Käppchen mit einer Kranichfeder getragen.  Bewaffnet waren die Senjer Uskoken bevorzugt mit Muskete, Streitaxt oder Streitkolben. Dazu kamen ein kurzes Krummschwert (Handschar), eine Pistole und ein Messer. Ihre durchwegs ausgezeichnete Bewaffnung war türkischer oder venezianischer Herkunft und nicht selten im Kampf erbeutet.

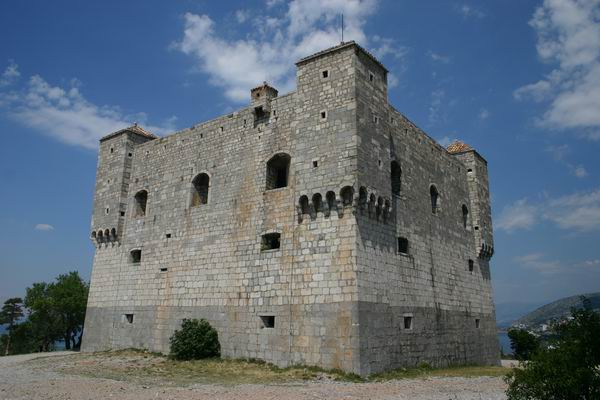
Festung Nehaj bei Senj (Kroatien)

Als 1537 die Osmanen Klis eroberten, flohen die überlebenden Uskoken nach Senj, das fortan ihr Hauptstützpunkt wurde. Es waren mehr als tausend waffenfähige Leute, meist kriegsbedingt aus der Heimat vertrieben. Die Minderheit bildeten die von den Habsburgern zu bezahlenden Stipendiati, während die unbezahlten Venturini (ital. Glücksritter) die Mehrheit stellten. Sie hatten geschworen, für ihre verwüstete Heimat und ihre unterdrückten Völker Rache zu nehmen und zwar „gleicherweise an Türken wie an Venezianern und zwar immer und überall“. Von Senj aus führten sie einen erbitterten Kampf sowohl gegen die Osmanen als auch gegen die Republik Venedig, besonders an der Küste von Zadar, wiewohl auch Handelsschiffe der Republik Ragusa von ihnen ausgeraubt wurden. Oberhalb der Stadt Senj befindet sich die gut erhaltene Uskoken-Burg Nehajgrad. Zwar wurden den Senjer Uskoken von den österreichischen Grenzgenerälen, Erzherzögen und Kaisern immer wieder Geld, Nahrung und Kleidung für die Grenzverteidigung versprochen, bei der Auszahlung kam es jedoch aufgrund korrupter Offiziere und Geschäftemacher oft zu jahrelangen Verzögerungen. Dass die Senjer Uskoken überhaupt längere Zeit gegen Großmächte wie Osmanen und Venezianer bestehen konnten, beruhte auf der geographischen Lage des Ortes. Senj war über den Landweg lange schwer erreichbar und  liegt im Zentrum des Bora-Gebiets. Entlang der Küste und im Festland sympathisierte die Bevölkerung mit den Uskoken und warnte sie bei der Sichtung von Feinden tagsüber mit Rauch und nachts mit Feuer.

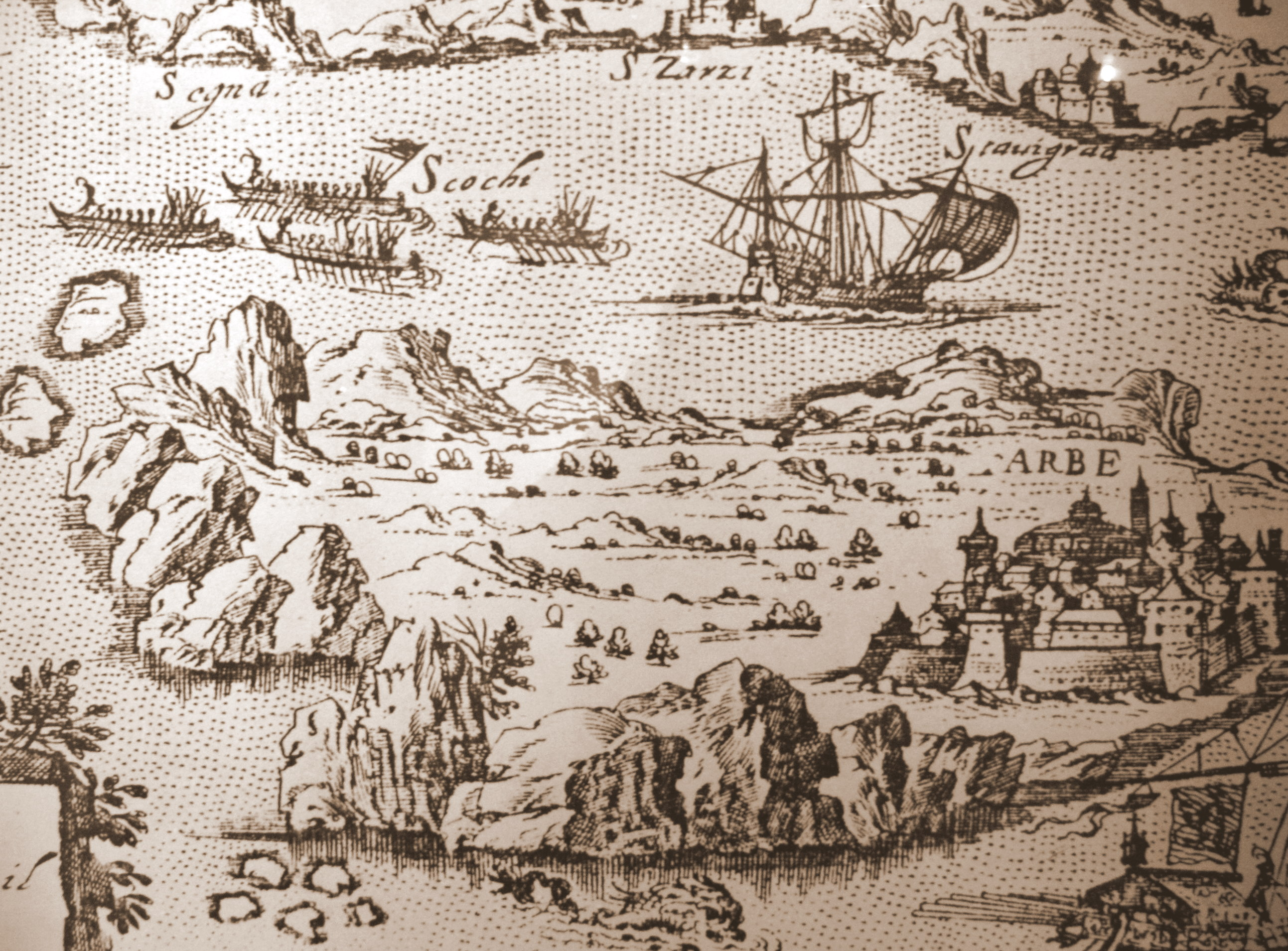
Uskoken-Schiffe verfolgen ein großes Schiff (Stich um 1600)

Durch großes seefahrerisches  Können, ausgerüstet mit wendigen, kleineren Booten, waren die Uskoken besonders in den Windphasen der Bora unschlagbar. Die starke Bora im Senjer Kanal war von den venezianischen Kapitänen gefürchtet, da ihr weder große Galeeren noch Kriegsschiffe ausreichend Widerstand leisten konnten. Die Uskoken hatten hingegen bis zu 30 schnelle Segelschiffe mit fünf bis zwölf Paar Segel und bis zu fünfzig Kämpfern Besatzung. Segelnd und rudernd, meist während der Nacht und oft in seichten Gewässern, operierten sie von Pula, Piran und Monfalcone im Norden bis zur Neretva und der Bucht von Kotor im Süden. Ihr meist unerwartetes Erscheinen mit den in den „Todesfarben“ Schwarz und Rot gefärbten Schiffen war der Schrecken aller feindlichen Schiffe.
In Senj begannen die Uskoken mit Duldung Österreichs damit, venezianische Schiffe zu überfallen. Schon Minuccio Minucci vermutete, dass Höflinge des Erzherzogs aus politischen Gründen – aber auch aus Eigeninteresse – die Piraterie der Senjer Uskoken anstifteten. Der Republik Venedig gelang es nicht, die Uskoken unter ihre Kontrolle zu bringen. Ihre Stärke war den Venezianern unbegreiflich: „Es scheint als ob ihnen die Winde, das Meer und die Teufel geholfen hätten.“ Um 1600 begann man auf Befehl von Erzherzog Ferdinand II., die Uskoken aus Senj zu verjagen. Kaiserlicher Kommissär wurde der österreichische General Joseph von Rabatta, der unbarmherzig und sehr hart gegen die Bevölkerung vorging. Am Silvestertag 1601 eskalierte die Situation, die Uskoken drangen in das Kastell ein und töteten Rabatta und seine Knechte. Dem Senjer Bischof Markantun de Dominis-Gospodnetić hingegen gelang noch die Flucht vor den aufgebrachten Uskoken. Er hatte sich den Unmut der Bevölkerung zugezogen, da er mit allen Mitteln versuchte, Senj, Podgorje, Vinodol und Rijeka den Venezianern zu übergeben.
Dies gab 1612 die Veranlassung zum Uskoken-Krieg oder „Krieg um Gradiska“ zwischen Österreich und der Republik Venedig, der in einem Massaker der Venezianer in Karlobag am 10. Januar 1615 eskalierte. Die Uskoken wurden zwar weder zu Lande noch auf dem Wasser besiegt, mussten sich aber dem 1617 in Paris und Madrid zwischen den Großmächten geschlossenen Frieden fügen. Senj kam unter österreichische Besatzung. Die am Kampf beteiligten Uskoken sollten ins Landesinnere nach Brinje, Otočac, Brlog, Vinodol und Istrien umgesiedelt werden, zogen aber 1617 bevorzugt in das Gebiet von Karlovac und an die Kupa, wo schon seit 1524 ein Teil der Uskoken im Žumberak-Gebirge wohnte.
Alle Uskoken-Schiffe wurden verbrannt. Im fortwährenden Kampf mit den Osmanen bildete sich später aus den Uskoken der Kern der Militärgrenzer, die in den osmanisch-österreichischen Kriegen von 1683 bis 1699 und von 1788 bis 1791 den Osmanen Widerstand leisteten.
Während ihrer gesamten Geschichte gab es gemäß Alberto Tenenti größtenteils mehr als 600 aber nie mehr als 1000 Uskoken gleichzeitig.

## Bekannte Uskoken
- Janko Šajatović (1624–1704)

## Nachwirkung
In Kurt Helds Jugendroman Die rote Zora und ihre Bande nennt sich die titelgebende Gruppe nach dem historischen Vorbild Uskoken.